# Hylopezus macularius
Hylopezus macularius là một loài chim trong họ Grallariidae.
Loài này có ở Bolivia, Brazil, Colombia, Ecuador, Guiana thuộc Pháp, Guyana, Peru, Suriname và Venezuela. Môi trường sống tự nhiên của chúng là rừng ẩm vùng đất thấp nhiệt đới hoặc cận nhiệt đới.